# Arméns signalskola
Arméns signalskola (SignS) var en truppslagsskola för signaltrupperna inom svenska armén som verkade i olika former åren 1942–1965. Förbandsledningen var förlagd i Uppsala garnison i Uppsala.

## Historik
Arméns signalskola bildades den 1 oktober 1942 i och förlades till Solna. År 1945 flyttades delar av skolan till Marieberg i Stockholm och 1958 till Uppsala. Till skolan knöts 1960 Totalförsvarets signalskyddsskola. Den 30 juni 1965 upplöstes skolan för att tillsammans med Stabsbiträdesskolan den 1 juli 1965 bilda Arméns stabs- och sambandsskola.

## Verksamhet
Arméns signalskola hade till uppgift att meddela undervisning åt personal ur armén i fråga om  stabs- och truppförbandens teknik, utbildningsmetodik och taktiska användning. Skolans uppgifter var att vidareutbilda befäl och teknisk personal vid signaltrupperna, utbilda annat fast anställt befäl och värnpliktiga i sambandstjänst och i underhåll och reparation av signalmateriel och svara för signalskyddsutbildning för totalförsvaret. 

## Förläggningar och övningsplatser
I samband med att Arméns signalskola bildades förlades skolan till Signalregementets kasernetablissementet i Lilla Frösunda i Solna. År 1945 flyttades delar av skolan till kasernetablissementet Marieberg i Stockholm. Ett kasernetablissement som armén lämnade till förmån för just kasernetablissementet i Lilla Frösunda. År 1958 till flyttades skolan till Uppsala garnison. I Uppsala var skolan förlagd till Kasern 1 vid Polacksbacken, vid kasernetablissementet som ursprungligen uppförts till Upplands regemente.

## Förbandschefer
- 1942–1945: Åke Sundberg
- 1945–1953: Gösta Runmark
- 1954–1963: Ivar Syberg
- 1963–1965: Bertil Hedberg

## Namn, beteckning och förläggningsort
| Arméns signalskola | 1942-10-01 | – | 1965-06-30 |

| SignS | 1942-10-01 | – | 1965-06-30 |

| Stockholms garnison/Frösunda (F)  | 1942-10-01 | – | 1958-09-28 |
| Stockholms garnison/Marieberg (F) | 1945-09-25 | – | 1958-09-28 |
| Uppsala garnison (F)              | 1958-09-29 | – | 1965-06-30 |